# Джняна
Джня́на, также джна́на, гья́на (санскр. ज्ञान, IAST: jñāna) — санскритский термин, который означает «знание», «мудрость», «постижение».
В философии индуизма обычно используется для указания на «истинное знание о реальности». В индуизме джняна связана с таким понятием как дхьяна (созерцание). Существует четыре основные позы для дхъяны — положения тела относительно медитации с целью постижения реального мира (лежа, сидя, стоя и в движении).
В монистических направлениях индуизма, таком как адвайта-веданта, совершенством джнаны является осознание индивида, или в санскритской терминологии атмана, с безличным аспектом абсолютной истины — Брахманом. Часто в индийской философии для этого используется термин «атма-джняна» который обычно переводят как «самоосознание». Освоение в мышлении трех положений тел относительно реального мира, называются «низшими способностями», в эти три дхъяны включены все шесть миров буддизма. Четвёртая дхьяна — выход в тонкий мир «средних способностей».
Человека, пытающегося постичь абсолютную истину (в её личностном проявлении как Ишвара или Бхагаван, или в её безличном аспекте как Брахман) полагаясь исключительно на силу своего ума, называют джняни (или гьяни). Путь джняны, джняна-йога, является одним из классических видов йоги в индуистской философии. Другие основные виды йоги — это бхакти и карма-йога.

## В «Бхагавадгите»
Описанию основных видов йоги уделяется много внимания в «Бхагавадгите», где, согласно трактовке школ бхакти в индуизме, в заключении Кришна объявляет путь бхакти как наиболее возвышенный, превосходящий джняну и карму. В «Бхагавадгите» (гл. 13) даются разные определения понятия джняна.
Влиятельный комментатор «Бхагавадгиты» XVI века Мадхусудана Сарасвати разделил 18 глав «Бхагавадгиты» на три секции по шесть глав в каждой. В согласии с этим делением, в последующих шести главах описывается бхакти-йога или йога любовного преданного служения Богу, и последние шесть глав (с 13 по 18) посвящены в основном описанию джняна-йоги или «пути знания».

## В буддизме
В буддизме ваджраяны одно из званий выпускников буддийских университетов — джняна (тиб. — «еше»). В буддизме подразумевается, что знание Учения Будды кардинально меняет человека — он становится олицетворением знания — «джняна».